# Halvsluten halvfrämre orundad vokal
Halvsluten halvfrämre orundad vokal är ett språkljud. I internationella fonetiska alfabetet skrivs det med tecknet [ɪ]. Det svenska /i/-ljudets korta variant realiseras som [ɪ]. Den långa varianten realiseras som [i], en sluten främre orundad vokal. Ett exempel är ''titta'', ett annat exempel är orden ''till'' och ''inkomst''.